# Star Screen Award
Der Star Screen Award oder Screen Weekly Award ist ein indischer Filmpreis, der seit 1995 von der Wochenzeitschrift Screen vergeben und bis 2001 von Videocon International Limited unterstützt wurde. 

## Geschichte
Die Star Screen Awards unterscheiden sich von anderen Beliebtheitspreisen; die komplette Nominierung für die Endauswahl für die Star Screen Awards erfolgt durch ein Gremium von Fachleuten aus der Filmbranche selbst (ähnlich wie bei den Oscars). Die Kriterien für den Preis sind nicht nur Publikumsbeliebtheit, sondern auch fachliches Können.
Die Awards für Hindi/Marathi-Filme, Fernsehproduktionen und Nicht-Filmmusik werden jährlich bei einer glamourösen Veranstaltung im Januar im Andheri Sports Complex in Mumbai verliehen. Für das regionale Kino in Südindien hat Screen bereits dreimal die „Screen Awards for excellence in South Indian Cinema“ verliehen, die in Tamil, Telugu, Malayalam und Kannada präsentiert werden.
Die Star Screen Awards sind die einzige Preisverleihung in Indien, denen der „Executive Director“ und der „Governor der Academy of Motion Picture Arts and Sciences“ beiwohnten.

## Auszeichnungen
Beliebtheitspreise:
- Bester Film
- Beste Regie
- Bester Hauptdarsteller
- Beste Hauptdarstellerin
- Bester Hauptdarsteller-Kritikerpreis
- Beste Hauptdarstellerin-Kritikerpreis
- Bester Nebendarsteller
- Beste Nebendarstellerin
- Bester Schurke
- Bester Komiker
- Beste Musik
- Bester Liedtext
- Bester Playbacksänger
- Beste Playbacksängerin
- Lebenswerk
- Meistversprechender Newcomer
- Meistversprechende Newcomerin
- Bester Kinderdarsteller

Sonderpreise:
- Bestes Filmpaar (Jodi No. 1)
- Special Jury Award
- Ramnath Goenka Memorial Award

Technische Preise:
- Bestes Szenenbild
- Beste Stuntregie
- Beste Kamera
- Bester Schnitt
- Beste Choreografie
- Beste Hintergrundmusik
- Beste Story
- Bestes Drehbuch
- Bester Dialog
- Bester Ton
- Beste Tongestaltung
- Beste visuelle Effekte
- Bestes Regiedebüt
- Bestes Publicity Design
- Bester Aussteller

Marathi-Filme:
- Bester Film  (Marathi)
- Bester Regisseur (Marathi)
- Bester Darsteller (Marathi)
- Beste Darstellerin (Marathi)

Preise, die nicht mehr verliehen werden:
- Panasonic Award for Best Musical Debut of the Year an M. Mahash für Nammavar (Tamil) (1995)
- Star Screen Award Best Costume an Neeta Lulla für Taal (2000)
- Star Screen Award Best Diaspora Film on an Indian made by an NRI an Gurinder Chadha für Kick It Like Beckham (2003)
- Star Screen Award Best Diaspora Film on an Indian an Aparna Sen für Mr. and Mrs. Iyer (2003)
- Star Screen Award Best Performance in an Indian Film in English an Shabana Azmi für Morning Raga (2005)
- Star Screen Award Pioneering Effort in Mainstream Cinema (Animation) an Hanuman (2006)
- Star Screen Award Special Recognition for Significance Portroyal of a Historical Figure an Sachin Khedekar für Bose - The Forgotten Hero (2006)
- Star Screen Award Best Indian Film in English an Homi Adajania für Being Cyrus (2007)